# يعيش ليلا (فلم)
يعيش ليلا (بالإنجليزية: Live by Night) هو فيلم جريمة من كتابة وإخراج بن أفليك، مبني على رواية بنفس العنوان ل‌دينيس ليهان. الفيلم من بطولة بن أفليك كريس ميسينا وسينا ميلير وبرندان غليسون وزوي سالدانا وكريس كوبر وإيل فانينغ.
بدأ التصوير الرئيسي في 28 أكتوبر 2015 في جورجيا وأنتقل إلى ماساتشوستس ثم لوس أنجلوس وباسادينا.
سيصدر الفيلم في 13 يناير 2017 في الولايات المتحدة.

## قصة
تقع الأحداث في عشرينات وثلاثينات القرن العشرين وتتبع جو كافلين، أبن نقيب شرطة في بوسطن، والذي بعد أنتقاله إلى تامبا يصبح مهرب كحول ولاحقاً رجل عصابة سيء السمعة.

## طاقم التمثيل
- بن أفليك بدور جو كافلين
- كريس ميسينا بدور دون بارتولو
- زوي سالدانا بدور غراسييلا كوراليس
- سينا ميلير بدور إيما غولد
- برندان غليسون بدور توماس كافلين
- روبرت جلينيستر بدور ألبرت وايت
- تيتوس وليفر بدور تيم هيكي
- ريمو جيرون بدور ماسو بيسكاتور
- ماكس كاسيلا بدور ديغر بيسكاتور
- ركريس كوبر بدور إيرفينغ فيجيز
- إيل فانينغ بدور لوريتا فيجيز
- ميغيل بدور استيبان سواريز
- جيانفرانكو تيرين بدور كارمين بيرون
- أنتوني مايكل هال بدور غاري سميث

## روابط خارجية
- مقالات تستعمل روابط فنية بلا صلة مع ويكي بيانات

لا توجد روابط لمواقع التواصل الاجتماعي.